# 神さまのつくりかた。
『神さまのつくりかた。』（かみさまのつくりかた、英語サブタイトル：KAMISAMA NO TSUKURIKATA）は高田慎一郎による日本の現代和風ファンタジー漫画作品。『月刊Gファンタジー』（エニックス〈現スクウェア・エニックス〉刊）にて1995年10月号から2002年9月号まで連載された。単行本は全14巻発行。

## 概要
本作は現代日本を舞台にしたフィクションだが、そのビジュアルを始め、日本神話に登場する海神の末裔や、日本古来の神の概念を設定に盛り込んでいる等、世界観は和風色が強い。ストーリーは後半になるにつれ自衛隊やアメリカ軍が登場して、世界規模の戦いになるなどスケールが広がっていく。バトル描写の多い作品だが、姉妹・親子の絆や、節々で恋愛・ギャグの要素も見られる。作者の故郷である北九州市の風景（主に八幡西区）が随所に見られる。さらに、小春達が通う高校は作者の出身校・八幡南高校がモデルになっている。

## あらすじ
荒ぶる神・遊風稜を倒す戦神子として、女だらけの社・一神殿で育てられてきた小春。15歳になった彼女は「男を見たい」という理由で外界へ脱走。そこで出会ったのは剣道少年・都家弥十郎と、遊風稜を神として招聘しようと目論む人狼・阿曇一族の末裔だった。小春は阿曇一族との戦いに巻き込まれる中、遊風稜の正体と自らの出生の秘密、そして倒すべき真の敵の姿を知ることとなる。

## 登場人物

### 主要人物
小春（こはる）
主人公。荒ぶる神・遊風稜を倒すべく育てられてきた戦神子で、空間を統べる神としての力を持つ。外界を知らずに育った為にカルチャーギャップが激しく、神としての能力も未熟だがその内に秘められた潜在能力は高い。お調子者だが優しい性格。少々辛い事を一人で背負い込もうとする傾向も見られる。地上では八歳と共に「更科（さらしな）」の姓を名乗る。
都家 弥十郎（つげ やじゅうろう）
剣道を嗜み、九州男児をモットーにしている硬派な少年。小春とは出会った当初反目し合っていたが、徐々に打ち解けてゆき、小春の力になろうと陰ながら努力をする。
八歳（やつとせ）
小春の教育係で、小春とは15年間実の姉妹の様に育ってきた女性。極度の男性恐怖症で、極度な過保護。8歳以前の記憶を失くしており、その出生の秘密や彼女の存在には物語の根幹に関わる重要な謎が隠されている。
遊風稜（ゆせみ）
小春が倒すべきとされていた荒ぶる神で、重力を統べる神としての力を持つ。実は小春の血の繋がった妹であるのだが、工神栄という存在に呪いをかけられ自身を見失っている。本来は明るく優しい性格だが、小春に比べて少々クール。

### 小春の周辺人物
都家 千鳥（つげ ちどり）
弥十郎の姉。武者修行の旅に出ており、帰ってきてからは弥十郎を鍛える。
藤宮 治親（ふじみや はるちか）
弥十郎と千鳥の従兄弟で先輩。出会った当初は小春から好感を持たれる。
都家 平四郎（つげ へいしろう）
弥十郎と千鳥の父親、自衛隊の特将捕。千鳥に甘いところがある。
都家 御髪桧（つげ みくしえ）
弥十郎と千鳥の母親。旧姓・上住。一神殿の近衛巫女の長である近衛督（このえのかみ）を務めていた。
大苑 真由子（おおそね まゆこ）
小春達と同じマンションに住む女子小学生、8月8日で8歳になる。母親の亜沙子（あさこ）と暮らしている。

### 阿曇一族
鴨井 茶佐二郎（かもい けさじろう）
阿曇に連なる者。500年前に阿曇の下忍をしており、一度は死亡するも工神栄に実体を与えられ生かされている。戦で妻・𣜿（ゆずりは）と娘・紅（こう）を亡くしている。
羽成 宣篤（はなり のぶあつ）
人狼の一族である阿曇の者。阿曇八人衆の一人、武者装束姿で小春達が通う高校に現れる。
小刀禰（ことね）
阿曇八人衆の一人、音使い。初登場時は露出の多い服装をしている。
十八騎 景経（とどろき かげつね）
阿曇八人衆の一人、初登場時は耳・鼻・唇・舌にピアスをしている。父親は景宗（かげむね）という。
土門 一角（どもん いっかく）
阿曇八人衆の一人、剣の達人。渋い中年男性。
多楽（たらく）
阿曇八人衆の一人、影縫いを使う。遊風稜の精神世界で登場する。
剛之丸（ごうのまる）
阿曇八人衆の一人、鋼の剛之丸と呼ばれる。遊風稜の精神世界で多楽と共に登場する。
隠 拓磨（なばり たくま）
阿曇八人衆の一人、初登場時は忍者の姿をしている。十七夜と共に阿曇を裏切る。
十七夜（かなぎ）
阿曇八人衆の一人、隠と共に阿曇を裏切る。初登場時は鎧姿で性別不詳だが、後に若い女性と判明する。
羅井（らい）
阿曇の修行場・七里乾房（しちりけんぼう）の番人。阿曇八人衆はこの修行場で力を得ている。
神透（かみこし）
七里乾房（しちりけんぼう）の管理人、スケベな老人。

### 一神殿（いっしんでん）
皆塚 飛才時（かいづか ひさとき）
飛行服「翅返蜉蝣（しぞりかげろう）」の飛行補助員、カエルの雌。
御才時（みさとき）
桐たんすの蔵番、ネズミ。
御夢（まゆ）
小春と遊風稜の母親、一神殿の時間神。

### 天御門（あまのみかど）
工神栄（にわさか）
阿曇一族を裏から支援する。骸骨は仮初めの姿で一神殿の上部組織である天御門に仕える。
火多流（ほたる）
天御門の空間の神、小春と同じ能力を持つ。
飛角見（ひよみ）
天御門の重力と存在の神、遊風稜と同じ能力を持つ。
使主名（おみな）
天御門の時間神、御由と同じ能力を持つ。

### その他の人物
柴本（しばもと）
赤坂テレビの社会部所属の事件記者。仕事仲間の篠岡（しのおか）と小春の戦いを目の当たりにする。
戸田（とだ）
自衛隊の広報として取材に訪れた柴本の対応をする。
高橋（たかはし）
元第二幕僚室所属の一等陸尉。新阿曇八人衆に名乗りをあげる。

## 単行本
- 高田慎一郎 『神さまのつくりかた。』 エニックス〈Gファンタジーコミックス〉、全14巻
  1. 1996年5月27日初版発行[3]（1996年4月発売）、ISBN 4-87025-560-X
  2. 1996年12月27日初版発行[3]（1996年11月発売）、ISBN 4-87025-572-3
  3. 1997年4月27日初版発行[3]（1997年3月発売）、ISBN 4-87025-580-4
  4. 1997年9月27日初版発行[3]（1997年8月発売）、ISBN 4-87025-587-1
  5. 1998年2月27日初版発行[3]（1998年1月発売）、ISBN 4-87025-663-0
  6. 1998年8月27日初版発行[3]（1998年7月発売）、ISBN 4-87025-321-6
  7. 1999年1月27日初版発行[3]（1998年12月発売）、ISBN 4-87025-427-1
  8. 1999年6月27日初版発行[3]（1999年5月発売）、ISBN 4-7575-0032-7
  9. 2000年1月27日初版発行[3]（1999年12月発売）、ISBN 4-7575-0150-1
  10. 2000年7月27日初版発行[3]（2000年6月発売）、ISBN 4-7575-0264-8
  11. 2001年1月27日初版発行[3]（2000年12月発売）、ISBN 4-7575-0374-1
  12. 2001年7月27日初版発行[3]（2001年6月発売）、ISBN 4-7575-0474-8
  13. 2002年4月27日初版発行[3]（2002年3月発売）、ISBN 4-7575-0655-4
  14. 2002年11月27日初版発行[3]（2002年10月発売）、ISBN 4-7575-0806-9

## サブタイトルリスト
| 巻数     | 話数   | サブタイトル           | 目次の 英語サブタイトル      | 掲載                                                |
| -------- | ------ | ---------------------- | ---------------------------- | --------------------------------------------------- |
| 巻之一   | 第1話  | 戦神子の憂鬱           | （無し）                     | 月刊Gファンタジー 1995年10月号〜1996年3月号         |
| 巻之一   | 第2話  | 神と人                 | （無し）                     | 月刊Gファンタジー 1995年10月号〜1996年3月号         |
| 巻之一   | 第3話  | 突然の⋯                | （無し）                     | 月刊Gファンタジー 1995年10月号〜1996年3月号         |
| 巻之一   | 第4話  | 交錯する時間           | （無し）                     | 月刊Gファンタジー 1995年10月号〜1996年3月号         |
| 巻之一   | 第5話  | 決心の行方             | （無し）                     | 月刊Gファンタジー 1995年10月号〜1996年3月号         |
| 巻之一   | 第6話  | 空回り                 | （無し）                     | 月刊Gファンタジー 1995年10月号〜1996年3月号         |
| 巻之二   | 第7話  | 現し世の侍たち         | Keen Edge                    | 月刊Gファンタジー 1996年4月号〜9月号                |
| 巻之二   | 第8話  | 風の哭き声             | Departure                    | 月刊Gファンタジー 1996年4月号〜9月号                |
| 巻之二   | 第9話  | 11秒の邂逅             | White Impulse                | 月刊Gファンタジー 1996年4月号〜9月号                |
| 巻之二   | 第10話 | 羽撃くことを知らない羽 | Team Sprit                   | 月刊Gファンタジー 1996年4月号〜9月号                |
| 巻之二   | 第11話 | 鳥になる試練           | Whisky Delta                 | 月刊Gファンタジー 1996年4月号〜9月号                |
| 巻之二   | 第12話 | 阿曇一族の道標         | Please Turn Over             | 月刊Gファンタジー 1996年4月号〜9月号                |
| 巻之三   | 第13話 | 道を求める者           | Indirect Support             | 月刊Gファンタジー 1996年10月号〜1997年2月号         |
| 巻之三   | 第14話 | 心の波紋               | Gray Out                     | 月刊Gファンタジー 1996年10月号〜1997年2月号         |
| 巻之三   | 第15話 | 黒い鼓動               | Knife Fight                  | 月刊Gファンタジー 1996年10月号〜1997年2月号         |
| 巻之三   | 第16話 | 混乱の先に見えるモノ   | Bounce Tap                   | 月刊Gファンタジー 1996年10月号〜1997年2月号         |
| 巻之三   | 第17話 | 霄へ続く道             | Run Way                      | 月刊Gファンタジー 1996年10月号〜1997年2月号         |
| 巻之四   | 第18話 | 神の領域               | Air Combat Manoeuver         | 月刊Gファンタジー 1997年3月号〜7月号                |
| 巻之四   | 第19話 | 狼と踊る者             | Dog Fight                    | 月刊Gファンタジー 1997年3月号〜7月号                |
| 巻之四   | 第20話 | 餓えた狼たち           | Check Six                    | 月刊Gファンタジー 1997年3月号〜7月号                |
| 巻之四   | 第21話 | 曲げられた魂           | Speed of Heart, Wrap One     | 月刊Gファンタジー 1997年3月号〜7月号                |
| 巻之四   | 第22話 | 人と人の狭間           | Rorein Object Damage         | 月刊Gファンタジー 1997年3月号〜7月号                |
| 巻之五   | 第23話 | 女神降臨す             | Vertical dive                | 月刊Gファンタジー 1997年8月号〜12月号               |
| 巻之五   | 第24話 | 3人の遊風稜            | Atoll, Apex, Acid            | 月刊Gファンタジー 1997年8月号〜12月号               |
| 巻之五   | 第25話 | 鳥なき里の蝙蝠         | Bandit                       | 月刊Gファンタジー 1997年8月号〜12月号               |
| 巻之五   | 第26話 | 一寸先は闇             | Conbat search and rescue     | 月刊Gファンタジー 1997年8月号〜12月号               |
| 巻之五   | 第27話 | 血の絆                 | Three-Nine Line              | 月刊Gファンタジー 1997年8月号〜12月号               |
| 巻之六   | 第28話 | 空の記憶               | Tennis court                 | 月刊Gファンタジー 1998年1月号〜5月号                |
| 巻之六   | 第29話 | 侵された魂             | Nylon Let down               | 月刊Gファンタジー 1998年1月号〜5月号                |
| 巻之六   | 第30話 | 一番幸せな時間         | Sierra Hotel                 | 月刊Gファンタジー 1998年1月号〜5月号                |
| 巻之六   | 第31話 | 嵐の予感               | Round house                  | 月刊Gファンタジー 1998年1月号〜5月号                |
| 巻之六   | 第32話 | 風透ける社             | Cocked pistol                | 月刊Gファンタジー 1998年1月号〜5月号                |
| 巻之七   | 第33話 | 神に使えし兵           | Scramble                     | 月刊Gファンタジー 1998年6月号〜10月号               |
| 巻之七   | 第34話 | 血の宴は神のために     | Furball                      | 月刊Gファンタジー 1998年6月号〜10月号               |
| 巻之七   | 第35話 | 交わらぬ力の唄         | Stale mate                   | 月刊Gファンタジー 1998年6月号〜10月号               |
| 巻之七   | 第36話 | 空めぐる命の音         | Vertigo                      | 月刊Gファンタジー 1998年6月号〜10月号               |
| 巻之七   | 第37話 | 霄を朱に染めて         | Gouge                        | 月刊Gファンタジー 1998年6月号〜10月号               |
| 巻之八   | 第38話 | 血を分けし同胞と       | Identification Friend or Foe | 月刊Gファンタジー 1998年11月号〜1999年3月号         |
| 巻之八   | 第39話 | 燃える色の音           | After burner                 | 月刊Gファンタジー 1998年11月号〜1999年3月号         |
| 巻之八   | 第40話 | 蒼空が呼ぶ絶望         | Splash                       | 月刊Gファンタジー 1998年11月号〜1999年3月号         |
| 巻之八   | 第41話 | 紡がれし絆の糸         | Hard Landing                 | 月刊Gファンタジー 1998年11月号〜1999年3月号         |
| 巻之八   | 第42話 | 幸せの欠片集めて       | Fade out                     | 月刊Gファンタジー 1998年11月号〜1999年3月号         |
| 巻之九   | 第43話 | 人狼の隠れ里           | Taxying                      | 月刊Gファンタジー 1999年4月号〜9月号                |
| 巻之九   | 第44話 | 音なき喝采の日々       | Red Flag                     | 月刊Gファンタジー 1999年4月号〜9月号                |
| 巻之九   | 第45話 | 青天の霹靂             | Sudden attack                | 月刊Gファンタジー 1999年4月号〜9月号                |
| 巻之九   | 第46話 | 見えない境界線         | Recovery Zone                | 月刊Gファンタジー 1999年4月号〜9月号                |
| 巻之九   | 第47話 | 羽撃きはじめた翼       | Cleared take off             | 月刊Gファンタジー 1999年4月号〜9月号                |
| 巻之九   | 第48話 | 白い霧が晴れたら       | Fighter                      | 月刊Gファンタジー 1999年4月号〜9月号                |
| 巻之十   | 第49話 | 前に進む力             | Lead Pursuit                 | 月刊Gファンタジー 1999年10月号〜2000年3月号         |
| 巻之十   | 第50話 | 約束の地へ             | No Joy                       | 月刊Gファンタジー 1999年10月号〜2000年3月号         |
| 巻之十   | 第51話 | 宣戦布告               | Tally                        | 月刊Gファンタジー 1999年10月号〜2000年3月号         |
| 巻之十   | 第52話 | 凪                     | Briefing                     | 月刊Gファンタジー 1999年10月号〜2000年3月号         |
| 巻之十   | 第53話 | 時の人                 | Bullseye                     | 月刊Gファンタジー 1999年10月号〜2000年3月号         |
| 巻之十   | 第54話 | 空に声を上げ           | Scissors                     | 月刊Gファンタジー 1999年10月号〜2000年3月号         |
| 巻之十一 | 第55話 | 遠い手触り             | Unknown                      | 月刊Gファンタジー 2000年4月号〜10月号               |
| 巻之十一 | 第56話 | 転がる青空             | Ground-Pounder               | 月刊Gファンタジー 2000年4月号〜10月号               |
| 巻之十一 | 第57話 | 突破口                 | Catapult                     | 月刊Gファンタジー 2000年4月号〜10月号               |
| 巻之十一 | 第58話 | 弱者の叫び             | Air to Air                   | 月刊Gファンタジー 2000年4月号〜10月号               |
| 巻之十一 | 第59話 | 満たされぬ心           | Present Position             | 月刊Gファンタジー 2000年4月号〜10月号               |
| 巻之十一 | 第60話 | 立ち待ちの月さし出て   | Yield Point                  | 月刊Gファンタジー 2000年4月号〜10月号               |
| 巻之十一 | 第61話 | ぶつかり合い           | Devil Dive                   | 月刊Gファンタジー 2000年4月号〜10月号               |
| 巻之十二 | 第62話 | 誰かのために           | Counter attack               | 月刊Gファンタジー 2000年11月号〜2001年5月号         |
| 巻之十二 | 第63話 | 繋ぐ呼び声             | Phase modulation             | 月刊Gファンタジー 2000年11月号〜2001年5月号         |
| 巻之十二 | 第64話 | 幸福の原動力           | Wingman                      | 月刊Gファンタジー 2000年11月号〜2001年5月号         |
| 巻之十二 | 第65話 | 命をかけて得る物       | Fight off                    | 月刊Gファンタジー 2000年11月号〜2001年5月号         |
| 巻之十二 | 第66話 | 戦友の後ろ姿           | Side winder                  | 月刊Gファンタジー 2000年11月号〜2001年5月号         |
| 巻之十二 | 第67話 | 太陽のように           | Movement order               | 月刊Gファンタジー 2000年11月号〜2001年5月号         |
| 巻之十二 | 第68話 | 時を統べるもの         | Over shoot                   | 月刊Gファンタジー 2000年11月号〜2001年5月号         |
| 巻之十三 | 第69話 | 瞬間の交差             | Engage                       | 月刊Gファンタジー 2001年7月号〜2002年2月号          |
| 巻之十三 | 第70話 | 不安定な神             | Sonic Boom                   | 月刊Gファンタジー 2001年7月号〜2002年2月号          |
| 巻之十三 | 第71話 | 死ぬということ         | Mighty Wing                  | 月刊Gファンタジー 2001年7月号〜2002年2月号          |
| 巻之十三 | 第72話 | 長い瞬間               | Never-exceed Speed           | 月刊Gファンタジー 2001年7月号〜2002年2月号          |
| 巻之十三 | 第73話 | 生命                   | Withdrawn From use           | 月刊Gファンタジー 2001年7月号〜2002年2月号          |
| 巻之十三 | 第74話 | 追い風向かい風         | Over the Horison             | 月刊Gファンタジー 2001年7月号〜2002年2月号          |
| 巻之十三 | 第75話 | 援け護る手             | Track While Scan             | 月刊Gファンタジー 2001年7月号〜2002年2月号          |
| 巻之十三 | 第76話 | 天御門降臨             | Visual Identification        | 月刊Gファンタジー 2001年7月号〜2002年2月号          |
| 巻之十四 | 第77話 | 同じ流れの中に         | Point of Impact              | 月刊Gファンタジー 2002年3月号〜5月号、 7月号〜9月号 |
| 巻之十四 | 第78話 | 御由                   | Hot                          | 月刊Gファンタジー 2002年3月号〜5月号、 7月号〜9月号 |
| 巻之十四 | 第79話 | 遊ぶ風                 | Gomer                        | 月刊Gファンタジー 2002年3月号〜5月号、 7月号〜9月号 |
| 巻之十四 | 第80話 | 融け合う               | Fire and Forget              | 月刊Gファンタジー 2002年3月号〜5月号、 7月号〜9月号 |
| 巻之十四 | 第81話 | 人身御供               | Maverick                     | 月刊Gファンタジー 2002年3月号〜5月号、 7月号〜9月号 |
| 巻之十四 | 最終話 | 呼ぶ春                 | Landing                      | 月刊Gファンタジー 2002年3月号〜5月号、 7月号〜9月号 |